# ویلیام کانینگهام (بازیکن فوتبال)
ویلیام کانینگهام (انگلیسی: William Cunningham; ۲۷ اکتبر ۱۸۹۹ – ۲۸ ژوئن ۱۹۳۴) بازیکن فوتبال اهل بریتانیا بود.
از باشگاه‌هایی که در آن بازی کرده‌است می‌توان به باشگاه فوتبال لیورپول، باشگاه فوتبال بلیث اسپارتانس، و باشگاه فوتبال بارو اشاره کرد.